# Grande Cache
Grande Cache is een plaats (town) in de Canadese provincie Alberta en telt 3783 inwoners (2006).

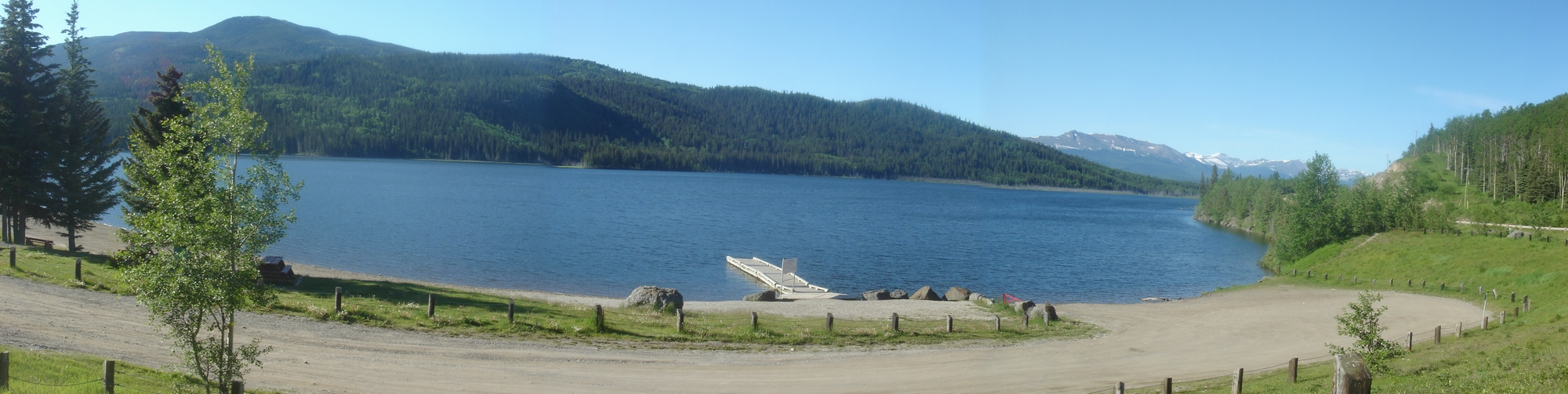
Meer van Grande Cache
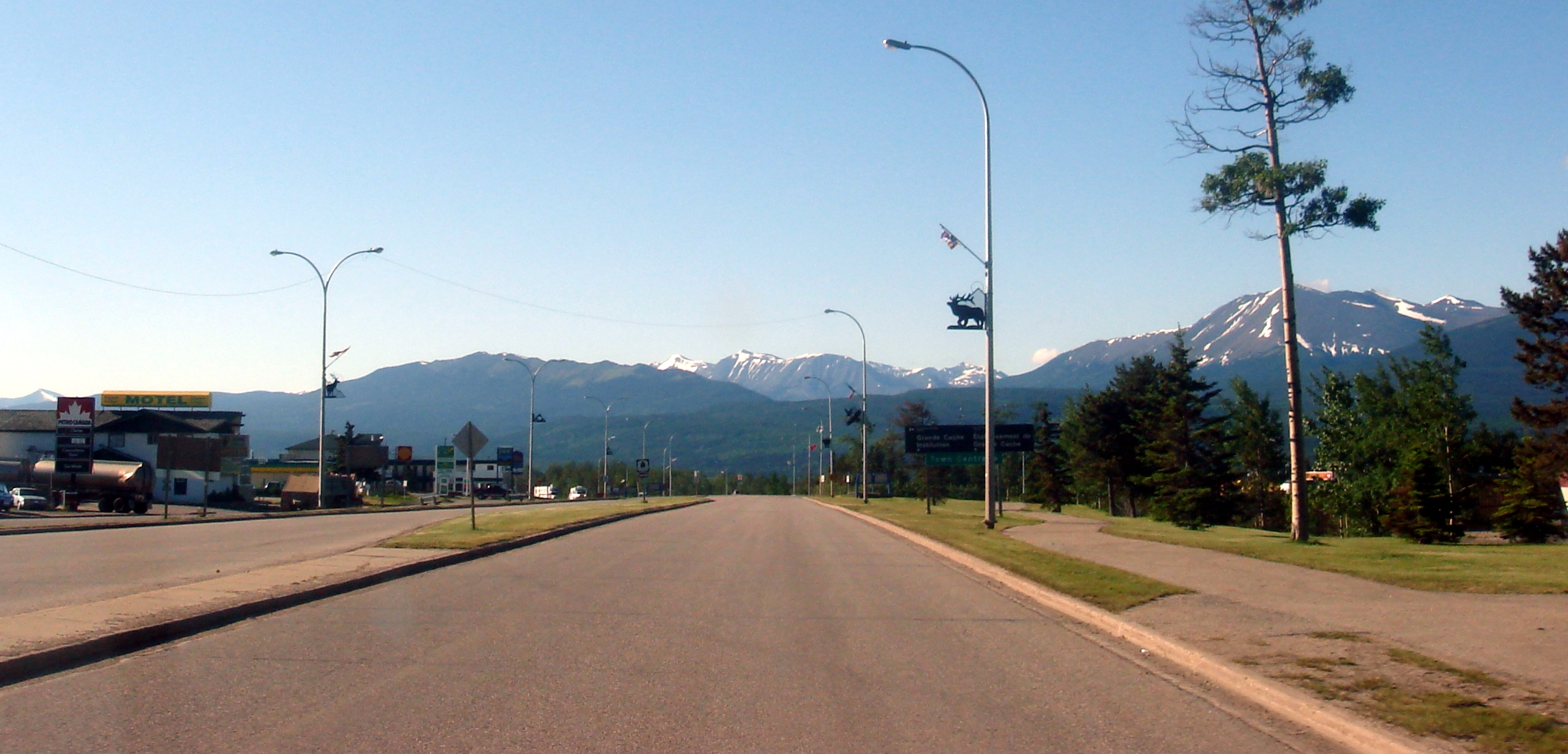
Hoofdstraat van Grande Cache